# Вёшенка покрытая
Вёшенка покрытая (лат. Pleurotus calyptratus) — вид базидимицетных грибов из рода Вёшенка (Pleurotus) семейства Вёшенковые (Pleurotaceae).
Шляпка размером 3—5 (8) см, сидячая, сначала почковидная, затем веерообразная боковая, с завёрнутым или загнутым вниз краем, у основания выпуклая, гладкая, голая, немного липкая. Цвет коричнево-серый или телесно-коричневатый, иногда с мокрыми радиальными полосами, в сухую погоду серо-стальной радиально-блестящий, выцветает до белого. Пластинки средней частоты, широкие, радиально-веерные с неровным краем, желтовато-телесного цвета, сначала прикрыты толстым светлым пленчатым покрывалом, которое остается по краю шляпки. Мякоть мясистая, плотная, резиновая, беловатая с запахом сырого картофеля.
Плодовое тело появляется с конца апреля до июля (массово в мае), на сухостойных и упавших осинах, нечасто, группами, ежегодно. Вид распространён в Центральной и Северной Европе.
Гриб практически не съедобный из-за резиновой плотной мякоти.